# Estación Arcos de Zapopan
Arcos de Zapopan es la décimo-octava estación de la Línea 3 del Tren Ligero de Guadalajara en sentido sur-oriente a nor-poniente, y la primera en sentido opuesto. Esta estación es la terminal nor-poniente de la línea, así como la primera estación elevada del viaducto Guadalajara-Zapopan.
Esta estación se ubica sobre el cruce de Av. Juan Gil Preciado (Carretera a Tesistán) con Av. Arco del Triunfo de la colonia Arcos de Zapopan. Cuando la línea 3 estaba en construcción, esta estación llevaba por nombre Periférico Tesistán, nombre que fue cambiado por petición de la población de la ciudad, ya que la estación vecina (Periférico Belenes) está más cerca del Anillo Periférico que la estación terminal.
Su logotipo es una mazorca, la cual representa que en ese lugar había grandes campos de maíz o milpas, las cuales fueron desapareciendo con el gradual crecimiento de la ciudad.

## Puntos de Interés
- Centro comercial La Cima.
- Preparatoria No. 7 de la U. de G. en la  Colonia de la Tuzanía.
- Parroquia de Nuestra Señora Caridad del Cobre.
- INE módulo Arcos de Zapopan.
- Parroquia La Divina Providencia en Arcos de Zapopan.

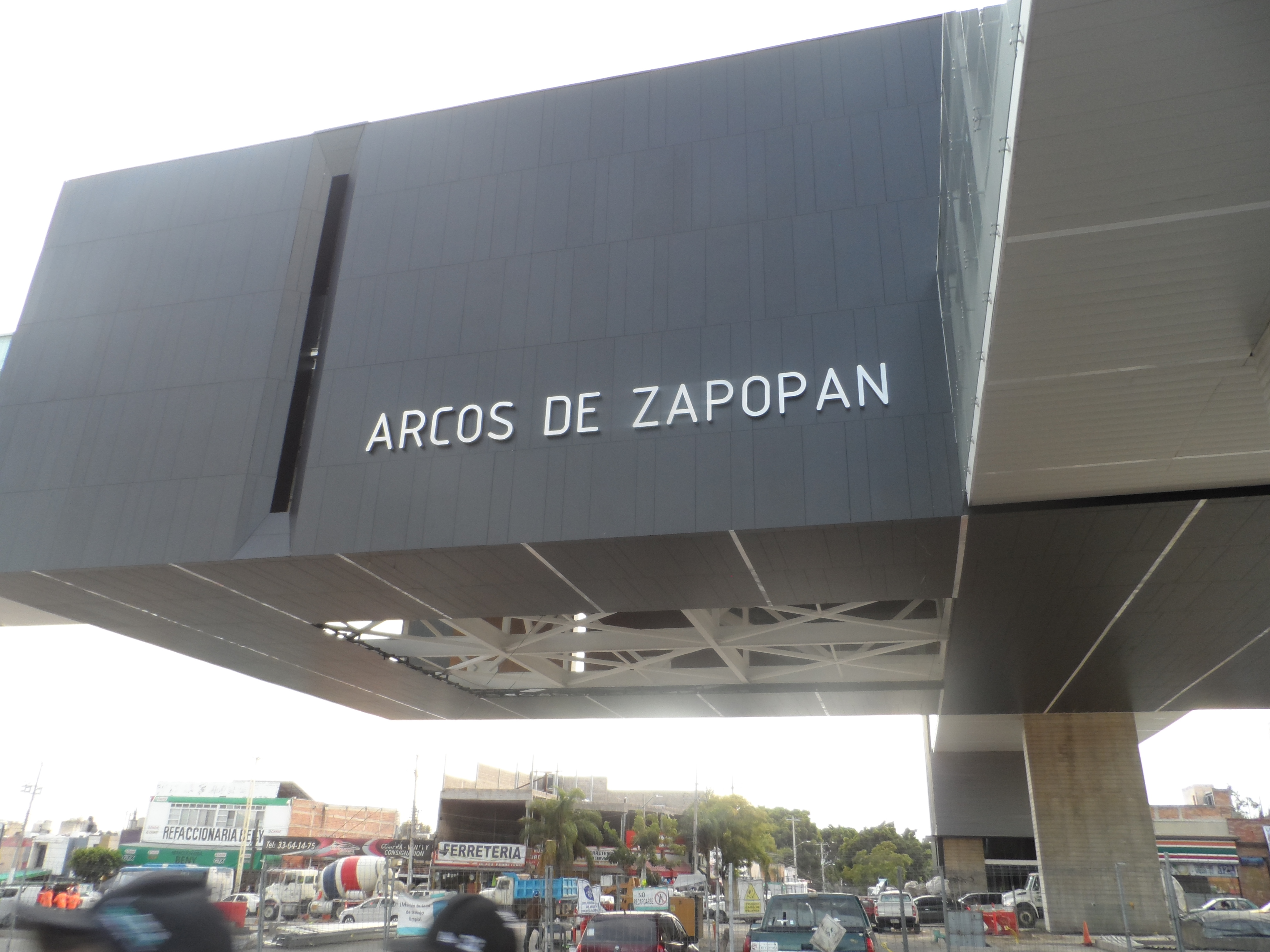
Vista externa de la estación Arcos de Zapopan.

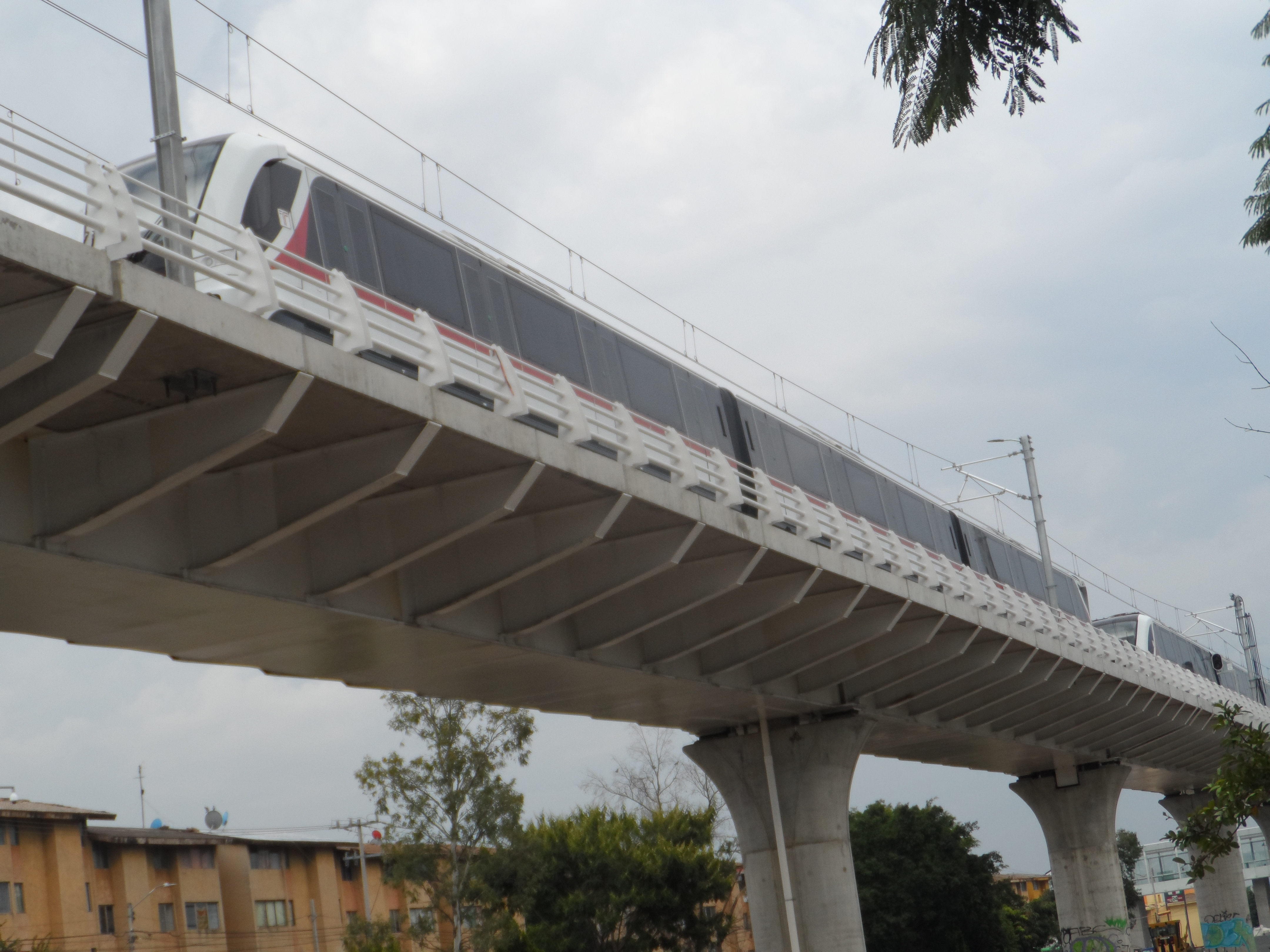
Trenes Metrópolis 9000 estacionados cerca de la estación Arcos de Zapopan.

- Parque la Estrella.
- El punto